# Xerotyphlops vermicularis
Xerotyphlops vermicularis är en ormart som beskrevs av Merrem 1820. Xerotyphlops vermicularis ingår i släktet Xerotyphlops och familjen maskormar. Inga underarter finns listade i Catalogue of Life.
Denna orm förekommer från Montenegro, Nordmakedonien och Bulgarien till nordöstra Egypten, Iran och Tadzjikistan. Exemplar hittas i landskap med glest fördelad växtlighet. Xerotyphlops vermicularis gräver i lövskiktet och i det översta jordlagret. De vilar ibland i myr- eller termitstackar. Denna maskorm parar sig under våren eller tidiga sommaren. Honor lägger 2 till 10 ägg per tillfälle.
Beståndet hotas i begränsade områden av jordbruk. Hela populationen anses vara stabil. IUCN listar arten som livskraftig (LC).